# Insane (jeu vidéo)
Pour les articles homonymes, voir Insane.
Insane (stylisé 1NSANE) est un jeu vidéo de course développé par Invictus Games et édité par Codemasters, sorti en 2000 sur Windows.

## Système de jeu
Insane prend le parti de ne proposer aucun circuit dit classique : les cartes déblocables ont une forme de carré et s'approcher des bords fait revenir le joueur de l'autre côté. Ces cartes proposent au joueur une expérience où il est libre d'aller où il le souhaite et d'explorer une vaste collection de paysages issus de nombreux pays du monde.
Le mode de jeu consiste souvent à se rendre d'un point à un autre de la carte (définis aléatoirement) avec ou non certains objets du jeu. L'interface du jeu affiche en permanence la direction à prendre pour se rendre à sa destination, mais elle ne tient pas compte du dénivelé de la carte qui peut poser des problèmes voire bloquer le joueur : la stratégie consiste alors à improviser des itinéraires alternatifs moins rapides mais plus praticables.
Insane propose une vingtaine de véhicules tout-terrains, dont une majorité de 4x4 mais également des camions ou des véhicules traditionnels. Il est nécessaire pour gagner de choisir un véhicule adapté au terrain et à la course au lieu du plus rapide.
Insane est resté connu pour son parti pris, faisant de lui un jeu unique assez différent des jeux de course traditionnels. Cependant, quelques aspects de la réalisation ternissent l'expérience : la durée de vie, les cartes assez peu détaillées et diversifiées, ou une physique moyennement réussie font partie des points soulevés par les journalistes.

## Accueil
- Gamekult : 5/10[1]
- GameSpot : 7,6/10[2]
- IGN : 7,1/10[3]